# География Республики Конго

Рельеф республики Конго

Республика Конго — государство в центральной Африке. Граничит с Габоном, Камеруном, Центрально-Африканской Республикой, Демократической Республикой Конго и Анголой. Имеет выход к Атлантическому океану.
Занимает площадь 342 тыс. км².
Общая длина государственной границы составляет 5504 км: с Анголой — 201 км, с Камеруном — 523 км, с Центрально-Африканской Республикой — 467 км, Демократической Республикой Конго — 2410 км, Габоном — 1903 км.
Береговая линия: 169 км.
Самая высокая точка — гора Берунгу (Mount Berongou) 903 м.
Главные реки: реки бассейнов Куилу и Конго.
Высшая точка: на юго-западе страны, 1040 м.

## Климат
Климат — экваториальный, постоянная влажность на севере, и субэкваториальный на юге.
Средняя температура:
- апреля — +26 °C
- июля — +22 °C

Осадки: 1200—2000 мм в год.